# Старе Тарново
Старе Тарново (пол. Stare Tarnowo, нім. Alt Tarnowo) — село в Польщі, у гміні Чемпінь Косцянського повіту Великопольського воєводства.
Населення — 132 особи (2011).
У 1975-1998 роках село належало до Познанського воєводства.

## Демографія
Демографічна структура станом на 31 березня 2011 року:
|          | Загалом | Допрацездатний вік | Працездатний вік | Постпрацездатний вік |
| -------- | ------- | ------------------ | ---------------- | -------------------- |
| Чоловіки | 59      | 10                 | 47               | 2                    |
| Жінки    | 73      | 16                 | 45               | 12                   |
| Разом    | 132     | 26                 | 92               | 14                   |